# Cake & Ice Cream 2
Cake & Ice Cream 2 — пятнадцатый студийный альбом американского рэпера Messy Marv. Он является вторым релизом из трилогии альбомов Cake & Ice Cream. Альбом занял 39-е место в чарте R&B/Hip-Hop Albums, 25-е место в чарте альбомов Heatseekers и 12-е место в чарте Rap Albums. Это один из самых успешных альбомов в карьере Messy Marv за всё время после Bandannas, Tattoos & Tongue Rings. Cake & Ice Cream 2 включает в себя присутствие E-40 и The Jacka, а также Gucci Mane, Mistah F.A.B., Yukmouth и Turf Talk в качестве гостей. По состоянию на апрель 2009 года в США было продано 5,222 копии.
Треки «Talk Baseball» и «Killa» — диссы на двоюродного брата Messy Marv и рэпера San Quinn, а сам San Quinn при этом появляется в альбоме и диссит Марва в песне «Fence Hopper».
Согласно порталу Allmusic, «Messy Marv из района Филмор никогда не устаёт [выпускать новую музыку], и он подаёт голодным фанатам ещё одно блюдо со своим уникальным ароматом Западного побережья с выпуском микстейпа Cake & Ice Cream 2. Альбом документирует конфликт между Марвом и другим представителем хип-хоп сцены Области залива Сан-Франциско San Quinn. San Quinn, как и каждый рэпер, зачитывает строчки в сольном диссе (San Quinn диссит Messy Marv в «Fence Hopper», а Марв переходит на личности в «Killa»). Несколько уважаемых исполнителей из Северной Калифорнии также выступили в качестве гостей».

## Список композиций
| #  | Название                                                                              | Длительность |
| -- | ------------------------------------------------------------------------------------- | ------------ |
| 1  | Cake and Ice Cream, V. II                                                             | 3:36         |
| 2  | Talk Baseball (San Quinn Diss!!)                                                      | 2:45         |
| 3  | Fence Hopper (Messy Marv Diss!!) [исполнен San Quinn]                                 | 3:30         |
| 4  | Killa (San Quinn Diss!!)                                                              | 4:11         |
| 5  | Enemy                                                                                 | 3:25         |
| 6  | Like Me                                                                               | 3:49         |
| 7  | Down for My Block (исполнен Mistah F.A.B. и Turf Talk при участии E-40)               | 4:22         |
| 8  | Money Bags Shawty (исполнен Gucci Mane)                                               | 4:31         |
| 9  | U Heezy                                                                               | 3:53         |
| 10 | U Wit Me                                                                              | 3:11         |
| 11 | Let Me Pimp or Let Me Die (исполнен Suga Free)                                        | 3:27         |
| 12 | No Love (исполнен Matt Blaque)                                                        | 3:28         |
| 13 | Menage                                                                                | 3:45         |
| 14 | Fu#$n Wit It (исполнен Yukmouth при участии Smigg Dirtee, Gonzoe, I-Rocc и The Jacka) | 4:42         |
| 15 | Trap                                                                                  | 4:04         |
| 16 | Angel                                                                                 | 4:35         |
| 17 | Underneath                                                                            | 3:50         |
| 18 | Candy                                                                                 | 4:51         |
| 19 | Imma Hustla (при участии The Jacka)                                                   | 4:42         |
| 20 | Girl (исполнен Jessica Rabbit)                                                        | 3:24         |